# 斯特凡·乌特斯
斯特凡·乌特斯（德語：Stefan Uteß，1974年10月31日—），德国男子皮划艇运动员。他曾代表德国参加2000年夏季奥林匹克运动会皮划艇比赛，获得男子双人划艇1000米铜牌。